# SMMR
L'escàner-radiòmetre multicanal de microones en anglès Scanning multichannel microwave radiometer,SMMR) era una mena de radiòmetre de microones de cinc freqüències que volà en els satèl·lits Seasat i Nimbus 7. Tots dos projectes es van iniciar l'any 1978, amb la missió del Seasat que dura menys de sis mesos, fins al fracàs del bus primari del satèl·lit. La missió Nimbus 7 SMMR va durar des del 25 d'octubre 1978 fins al 20 d'agost de 1987. Es va mesurar la temperatura de brillantor d'ambdues polaritzacions lineals a les freqüències de microones 6.63, 10.69, 18.0, 21.0, i 37,0 GHz, a partir de l'atmosfera terrestre i de la superfície. El seu llegat principal ha estat la creació de climatologies i dinàmiques de la banquisa de l'Àrtic i l'Antàrtida.
Els últims mesos d'operació va ser bastant fortuït, ja que permet el calibratge dels radiòmetres i els seus productes amb els primers resultats dels sensors special sensor microwave/imager.